# Mateus, bispo de Lisboa
Mateus (? - Lisboa, 19 de setembro de 1282) foi um bispo de Lisboa.

## Biografia
Foi mestre da escola da Catedral de Lisboa, muito reputado pela sua cultura, tendo sido por isso homem de grande confiança do rei D. Afonso III, que o enviou em missões junto da Cúria romana, onde ganhou também o afecto dos papas Alexandre IV e Urbano IV, tendo aí sido formalmente sagrado bispo.
Em 1264, introduziu na diocese a festa do Corpo de Cristo, cerimónia que havia sido instituída pelo seu amigo, o pontífice Urbano IV, nesse mesmo ano.
Preocupado com os costumes da sua igreja, tratou de os reformar, convocando por três sínodos diocesanos, tendo do último (1271) saído novas constituições, destinadas a evitar certos abusos que se verificavam na diocese.
No ano seguinte, foi de novo a Roma como embaixador, para tratar dos negócios do rei junto da Santa Sé.
Em 2 de Abril de 1276, D. Mateus fundou a paróquia de São João Baptista do Lumiar, no termo de Lisboa.
Faleceu em 19 de Setembro de 1282, tendo sido sepultado na Sé de Lisboa, na capela de São Nicolau.